# Michael Willcocks

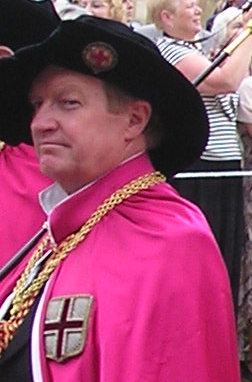
Sir Michael Willcocks als Gentleman Usher of the Black Rod (2006).

Sir Michael Alan Willcocks, KCB, CVO (* 27. Juli 1944) ist ein ehemaliger britischer Offizier der British Army, der zuletzt als Generalleutnant zwischen 2000 und 2001 Militärischer Vertreter im NATO-Militärausschuss war und zudem von 2001 bis 2009 als Gentleman Usher of the Black Rod fungierte.

## Leben
Michael Alan Willcocks absolvierte nach dem Schulbesuch eine Offiziersausbildung an der Royal Military Academy Sandhurst (RMAS) und wurde nach deren Abschluss am 31. Juli 1964 als Leutnant (Second Lieutenant) in die Royal Artillery übernommen. In den folgenden Jahren fand er zahlreiche Verwendungen als Offizier und wurde am 31. Januar 1966 zum Oberleutnant (Lieutenant) sowie am 31. Juli 1970 zum Hauptmann (Captain) befördert.
Willcocks wurde am 31. Dezember 1976 Major sowie am 30. Juni 1981 zum Oberstleutnant (Lieutenant-Colonel) befördert, woraufhin er zwischen Februar 1983 und seiner Ablösung durch Oberstleutnant Timothy Granville-Chapman im Juli 1985 als Kommandeur des 1. Regiments der Königlichen Pferdeartillerie (1st Regiment Royal Horse Artillery) fungierte. Nach darauffolgenden Verwendungen als Oberst (Colonel) war er zwischen April und Dezember 1988 Assistierender Chef des Stabes für Nachrichtendienste und Operationen im Hauptquartier der Landstreitkräfte (Assistant Chief of Staff, Intelligence and Operations, United Kingdom Land Forces) und wurde in dieser Verwendung am 30. Juni 1988 zum Brigadegeneral (Brigadier) befördert. Im Anschluss fungierte er von Februar 1989 bis Dezember 1990 als Kommandeur der Artillerietruppen der 4. Panzerdivision (Commander, Royal Artillery, 4th Armoured Division) sowie zwischen Juli 1991 und März 1993 im Verteidigungsministerium (Minstry of Defence) als Leiter des Referats Heeresplanung (Director of Army Plans).
Als Generalmajor (Major-General) übernahm Michael A. Willcocks zunächst zwischen März 1993 und September 1994 im Verteidigungsministerium den Posten als Leiter der Abteilung Landkriegsführung (Director-General, Land Warfare) und im Anschluss vom 30. September 1994 bis Mai 1996 als Chef des Stabes des Alliierten Schnellen Eingriffskorps ARRC (Allied Command Europe Rapid Reaction Corps). Daraufhin wurde er am 28. Juni 1996 Nachfolger von Generalmajor Timothy Granville-Chapman als Assistierender Chef des Generalstabes des Heeres (Assistant Chief of the General Staff) und verblieb auf diesem Posten bis Februar 1999, woraufhin Generalmajor Kevin O’Donoghue ihn ablöste. Für seine Verdienste wurde er im Rahmen der sogenannten „New Year Honours“ am 31. Dezember 1996 Companion des Order of the Bath (CB).
Im März 1999 übernahm Willcocks als Generalleutnant (Lieutenant-General) die Funktion als stellvertretender Kommandeur für Operationen der Stabilisierungstruppe SFOR (Stabilisation Force) in Bosnien-Herzegowina und bekleidete diese bis März 2000. Anlässlich der „New Year Honours“ am 31. Dezember 1999 wurde er zum Knight Commander des Order of the Bath (KCB) geschlagen, so dass er seither den Namenszusatz „Sir“ führt. Zuletzt übernahm er im Juli 2000 von Vizeadmiral Sir Paul Haddacks das Amt als Militärischer Vertreter im NATO-Militärausschuss und bekleidete dieses bis Mai 2003, woraufhin wiederum Generalleutnant Sir Kevin O’Donoghue sein dortiger Nachfolger wurde. Im Anschluss schied er aus dem aktiven Militärdienst und trat in den Ruhestand.
2001 wurde Sir Michael Alan Willcocks Nachfolger von General Edward Jones im Amt des Gentleman Usher of the Black Rod. In dieser Funktion war er bis zu seiner Ablösung durch Generalleutnant Sir Freddie Viggers 2009 Vertreter von Königin Elisabeth II. im Oberhaus (House of Lords). Er fungierte in Personalunion von 2001 bis 2009 auch als Sergeant-at-Arms des Oberhauses sowie als Sekretär des Lord Great Chamberlain. Nach Beendigung seines Amtes als Black Rod wurde er am 29. April 2009 auch zum Commander des Royal Victorian Order (CVO) ernannt. 2010 wurde er Direktor des Beratungsunternehmens IKOS und engagierte sich zudem als Mitglied der Kommission für Pressebeschwerden PCC (Press Complaints Commission).